# Madman Entertainment
Madman Entertainment — австралийская компания, которая занимается распространением фильмов, японских аниме и манга в Австралии и Новой Зеландии. Владельцем компании является Funtastic Limited, которая является одной из крупнейших австралийских развлекательных компаний, акции которой котируются на Австралийской фондовой бирже. Годовой оборот компании достигает $ 50 млн австралийских долларов, а количество сотрудников составляет около 100 человек. Главные офисы компании расположены в пригороде Мельбурна Коллингвуд и в городе Ярра (штат Виктория).
Компания имеет исключительное право на выпуск таких известных продуктов как One Piece, Dragon Ball, Neon Genesis Evangelion, Akira и других творений из наследия Студии Гибли. В дополнение к продаже DVD, Madman Entertainment управляет релизами некоторых своих фильмов в кинотеатрах, в том числе и производства Студии Гибли. Согласно исследованиям рынка, доля Madman на рынке DVD-аниме Австралии составляет 97 %.